# Monoplistes phanophilus
Monoplistes phanophilus là một loài bọ cánh cứng trong họ Bọ hung (Scarabaeidae).